# Mažice
Mažice (deutsch Maschitz) ist eine Gemeinde in Tschechien. Sie liegt sieben Kilometer nordwestlich von Veselí nad Lužnicí in Südböhmen und gehört zum Okres Tábor.

## Geographie

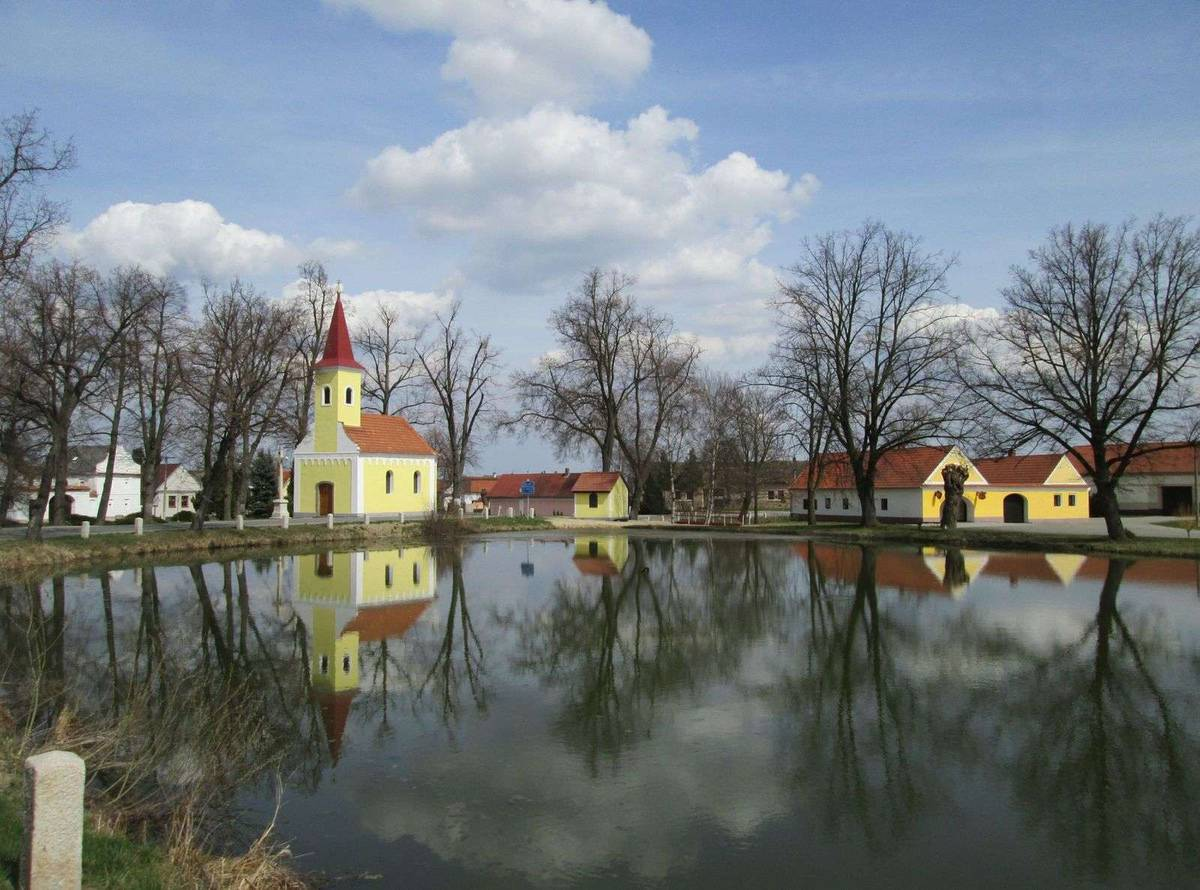
Ortsansicht mit Dorfteich

Mažice befindet sich im Landstrich Soběslavská blata im Wittingauer Becken. Das Dorf liegt rechtsseitig des Baches Brod an der Einmündung der Stružka. Südlich erhebt sich der Panský kopec (434 m).
Gegen Norden erstreckt sich das Moor Borkovická blata, im Nordosten das Moor Kozohlůdky.
Nachbarorte sind Komárov, Naděje und Svinky im Norden, Borkovický Dvůr, Záluží, Vesce, Čeraz, Soběslav und Dráchov im Nordosten, Borkovice im Osten, Veselí nad Lužnicí und Sviny im Südosten, Sedlíkovice und Dolní Bukovsko im Süden, Horní Bukovsko und Sobětice im Südwesten, Hartmanice im Westen sowie Zálší und Klečaty im Nordwesten.

## Geschichte
Die erste schriftliche Erwähnung von Mažice erfolgte am 1. April 1354, als Ulrich IV. von Neuhaus einen Teil des Dorfes zusammen mit Zálší, Sviny, Svinky, Vlastiboř und Borkovice an die Rosenberger verkaufte. Der größere Teil gehörte zu den erzbischöflichen Gütern in Moldauthein. Jost I. von Rosenberg verkaufte seinen Anteil an Mažice am 23. Januar 1364 an Martin Hlaváč von Mutice.
Besitzer des ehemals erzbischöflichen Anteils war im Jahre 1541 Volf Hozlauer von Hozlau auf Bzí, dieser Anteil wurde noch im 16. Jahrhundert an das Gut Zálší angeschlossen. Der andere Anteil gehörte zu Veselí. Im Jahre 1840 bestand Maschitz aus insgesamt 59 Häusern mit 390 Einwohnern. Davon waren 47 dem Fideikommissgut Zalsy, sieben der Herrschaft Wittingau und fünf dem an die Herrschaft angeschlossenen Gut Wittingau untertänig. Pfarrort war Zalsy. Im Dorf bestanden ein Wirtshaus und ein Meierhof des Gutes Zalsy. Ein weiterer Meierhof mit einem umfangreichen Torfstich gehörte der Herrschaft Wittingau. Bis zur Mitte des 19. Jahrhunderts blieb das Dorf immer zwischen Zalsy und Wittingau geteilt.
Nach der Aufhebung der Patrimonialherrschaften bildete Mažice ab 1850 eine Gemeinde in der Bezirkshauptmannschaft Třeboň/Wittingau und dem Gerichtsbezirk Veselí nad Lužnicí. Nach der Aufhebung des Okres Třeboň wurde Mažice 1948 dem neugebildeten Okres Soběslav zugeordnet. Ab 1953 wurde der Torfabbau großflächig erweitert und bis zur Einstellung im Jahre 1980 1,7 Mio. t Torf gewonnen. Der Okres Soběslav wurde 1961 wieder aufgelöst und die Gemeinde dem Okres Tábor zugeordnet. Zugleich erfolgte die Eingemeindung nach Zálší. Mit diesem zusammen wurde Mažice am 1. Juli 1980 nach Borkovice eingemeindet. Nach einem Referendum löste sich Mažice zum 24. November 1990 wieder los und bildete eine eigene Gemeinde. Der Ortskern ist seit 1995 als ländliches Denkmalschutzgebiet geschützt.

## Gemeindegliederung
Für die Gemeinde Mažice sind keine Ortsteile ausgewiesen.

## Sehenswürdigkeiten
- Neoromanische Kapelle der hl. Anna auf dem Dorfplatz, erbaut in der zweiten Hälfte des 19. Jahrhunderts
- Barocke Steinbrücke über den Brod mit Brückenkapelle des hl. Johannes von Nepomuk, errichtet im 18. Jahrhundert, die Heiligenfigur in der Kapelle stammt aus dem Jahre 1671
- ehemalige Dorfschmiede, sie dient heute als Gasthaus
- zahlreiche Gehöfte im Blatastil des südböhmischen Bauernbarock
- Torfmoor Borkovická blata mit Naturlehrpfad, nördlich des Ortes
- Naturschutzgebiet Torfmoor Kozohlůdky, nordöstlich von Mažice